# 飯梨川
飯梨川（いいなしがわ）は、島根県安来市を流れる斐伊川水系の一級河川。

## 地理
島根県安来市南部の奥出雲町との境に位置する玉峰山に発し北流、中海へと注ぐ。流路延長38.3km、全流域面積208km²。下流部は沖積平野（能義平野）となっている。支流の山佐川との合流地点までは国道432号と並行して流れる。
地質は流域面積の約8割が黒雲母花崗岩及び一部角閃石黒雲母花崗岩で、特に山地部はほぼ全域がこれらの岩石からなる地質である。
平水時の水深は極めて浅く、天井川になっており平野面との比高は大きい場所で約3mある。平野部の地形は谷底平野、緩勾配扇状地、三角州に分類される。
大正時代まで上流では砂鉄を採取する鉄穴流しが盛んに行われた。

## 流域の自治体
- 島根県
  - 安来市

## 主な支流
- 山佐川

## 主な利水施設
- 布部ダム（島根県安来市広瀬町布部）

## 並行する交通

### 道路
- 国道432号